# Publio Silio Nerva (cónsul 28)
Publio Silio Nerva (en latín, Publius Silius Nerva) fue un senador romano del siglo I que desarrolló su cursus honorum bajo los imperios de Augusto y Tiberio.
Era hijo de Publio Silio, consul suffectus en 3 bajo Augusto, y tío de Gayo Silio, consul ordinarius en 13
Su único conocido fue el de consul ordinarius en 28, bajo Tiberio.
Su hijo fue Aulo Licinio Nerva Siliano, consul ordinarius en 65, bajo Nerón.